# Pontederia subovata
Pontederia subovata là một loài thực vật có hoa trong họ Pontederiaceae. Loài này được (Seub.) Lowden miêu tả khoa học đầu tiên năm 1973.